# Paseo Campo Volantín
El paseo Campo Volantín es un paseo ubicado en la villa de Bilbao. Se inicia en el ayuntamiento de Bilbao y finaliza en la confluencia de la plaza de La Salve con la avenida de las Universidades, bajo el puente de La Salve. Ubicado en la margen derecha de la ría de Bilbao, conecta con el paseo de Uribitarte de la margen izquierda a través del puente Zubizuri.

## Edificios y esculturas de interés
Diversos edificios y esculturas reseñables rodean el paseo Campo de Volantín:
- Ayuntamiento de Bilbao.
- Zubizuri.
- Hotel Hesperia Bilbao.
- Hotel Barceló Bilbao Nervión.
- Palacio Olabarri.
- Variante ovoide de la desocupación de la esfera, obra del escultor vasco Jorge de Oteiza, frente al ayuntamiento de Bilbao.[2]

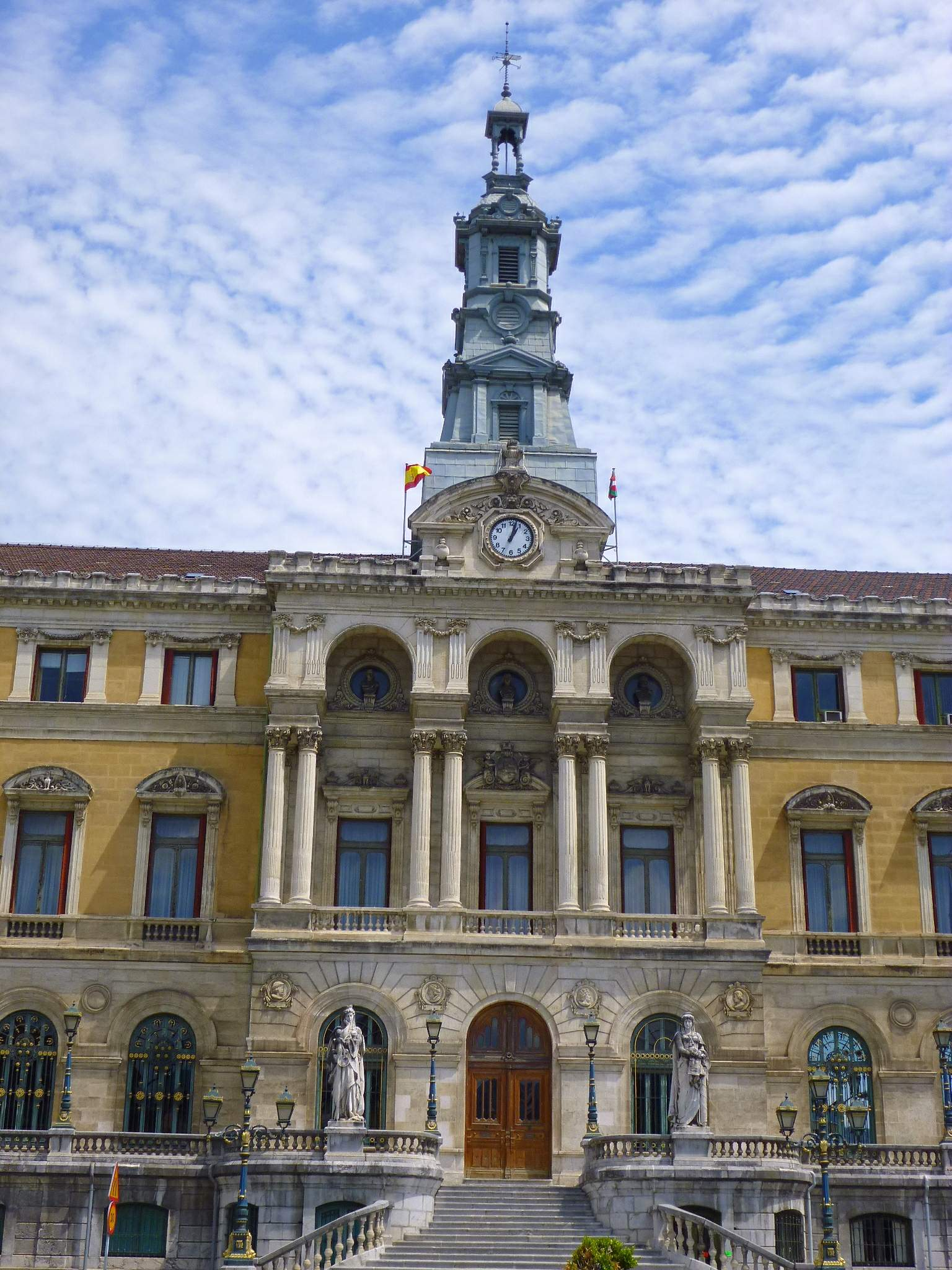
Ayuntamiento de Bilbao
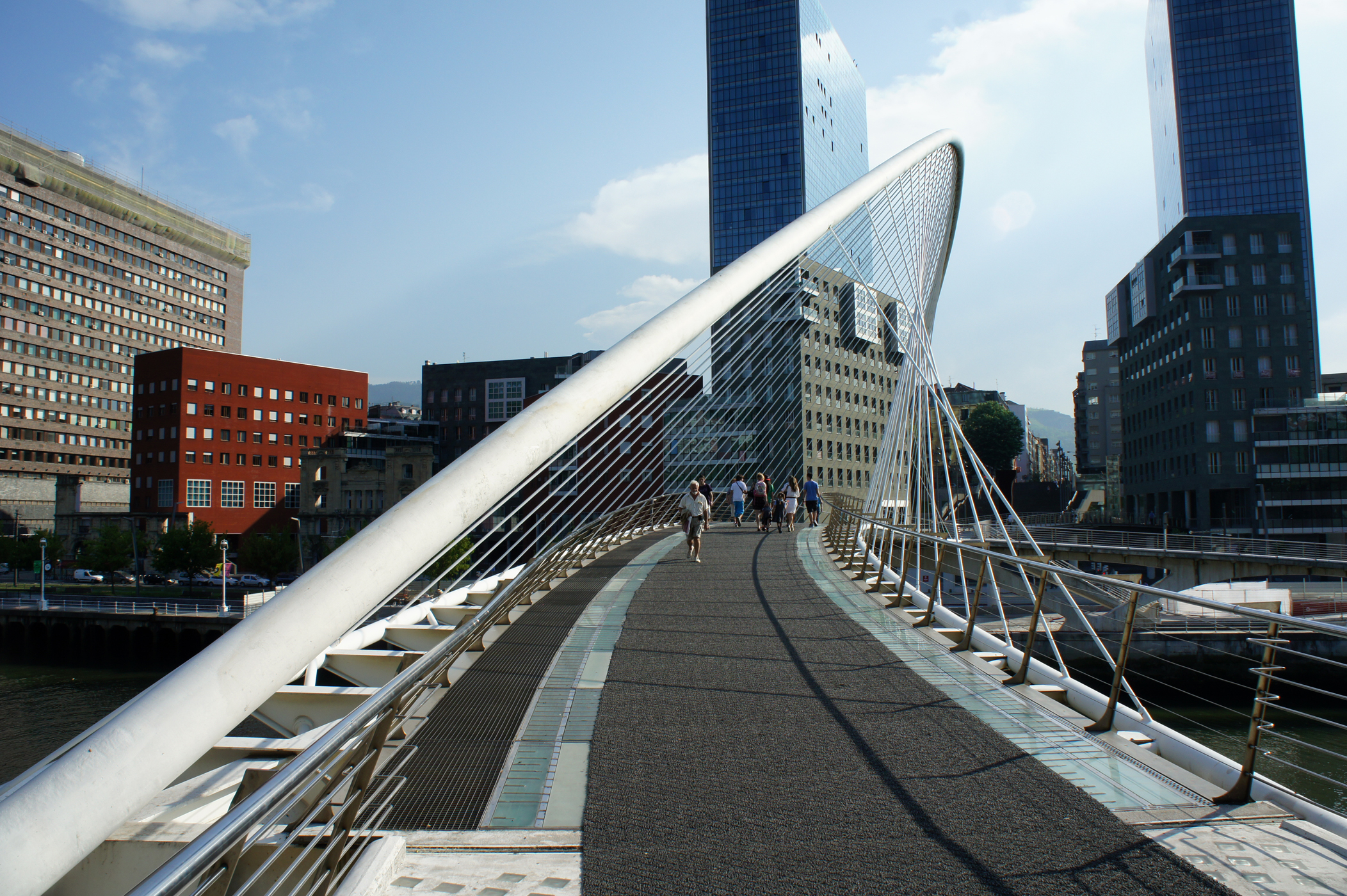
Zubizuri
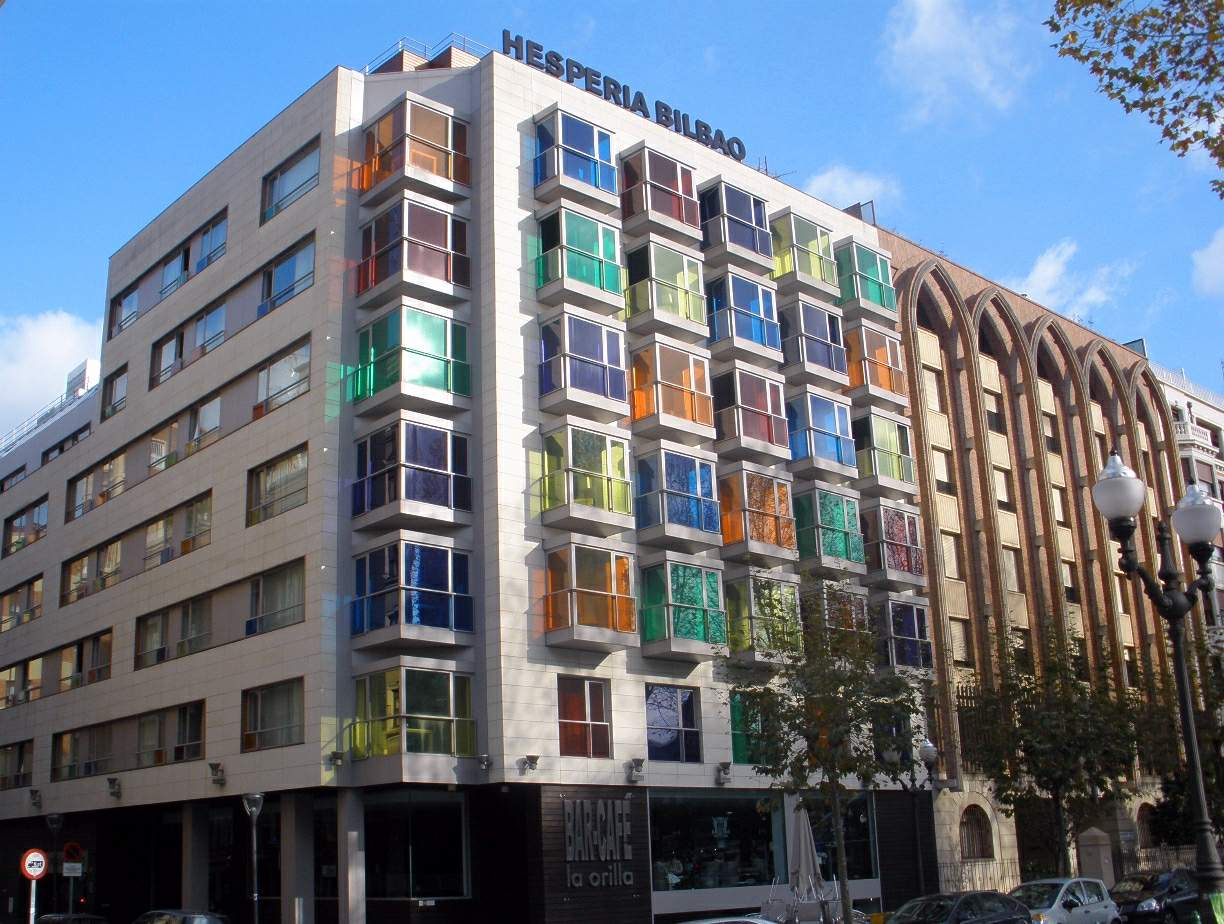
Hotel Hesperia Bilbao
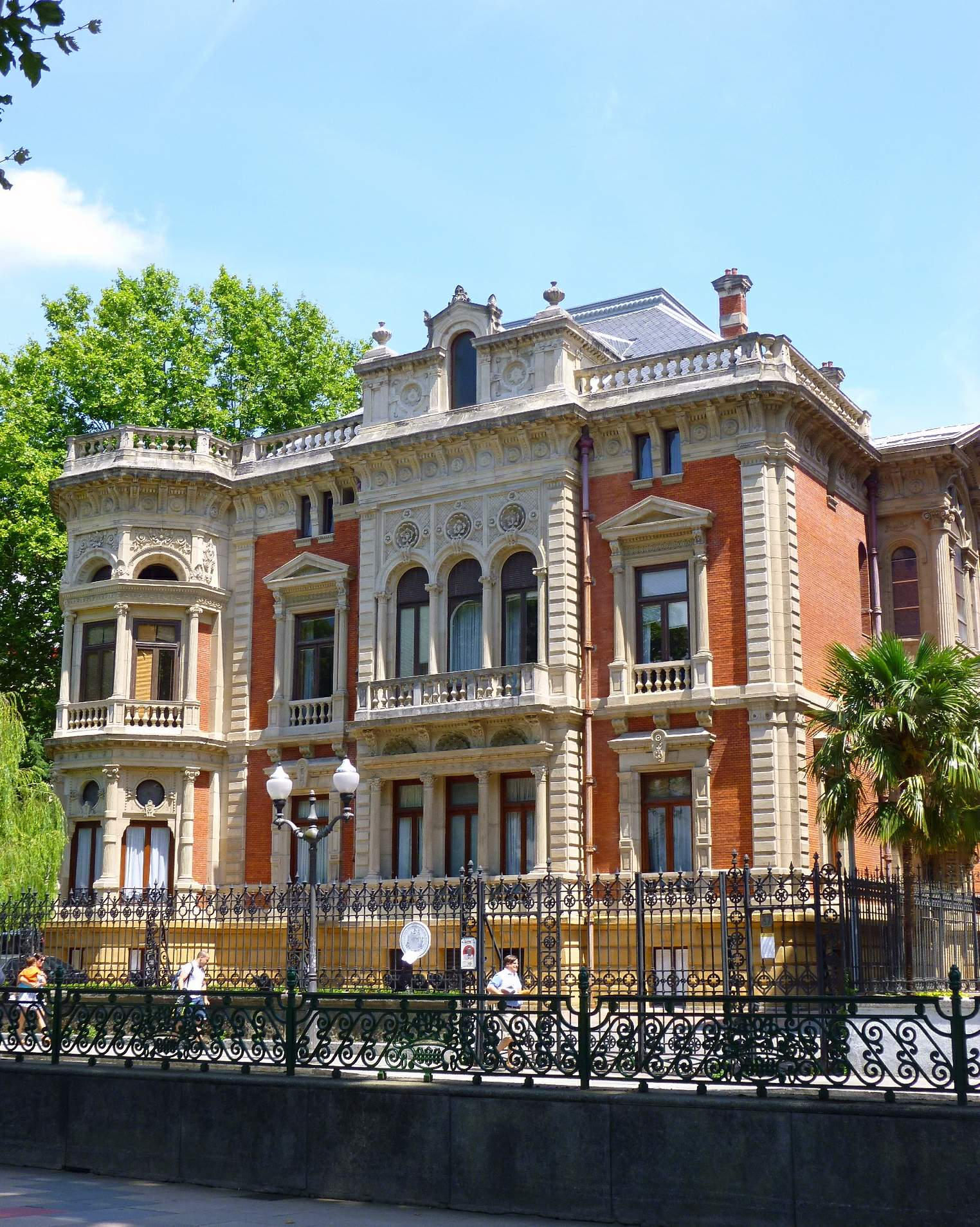
Palacio Olabarri
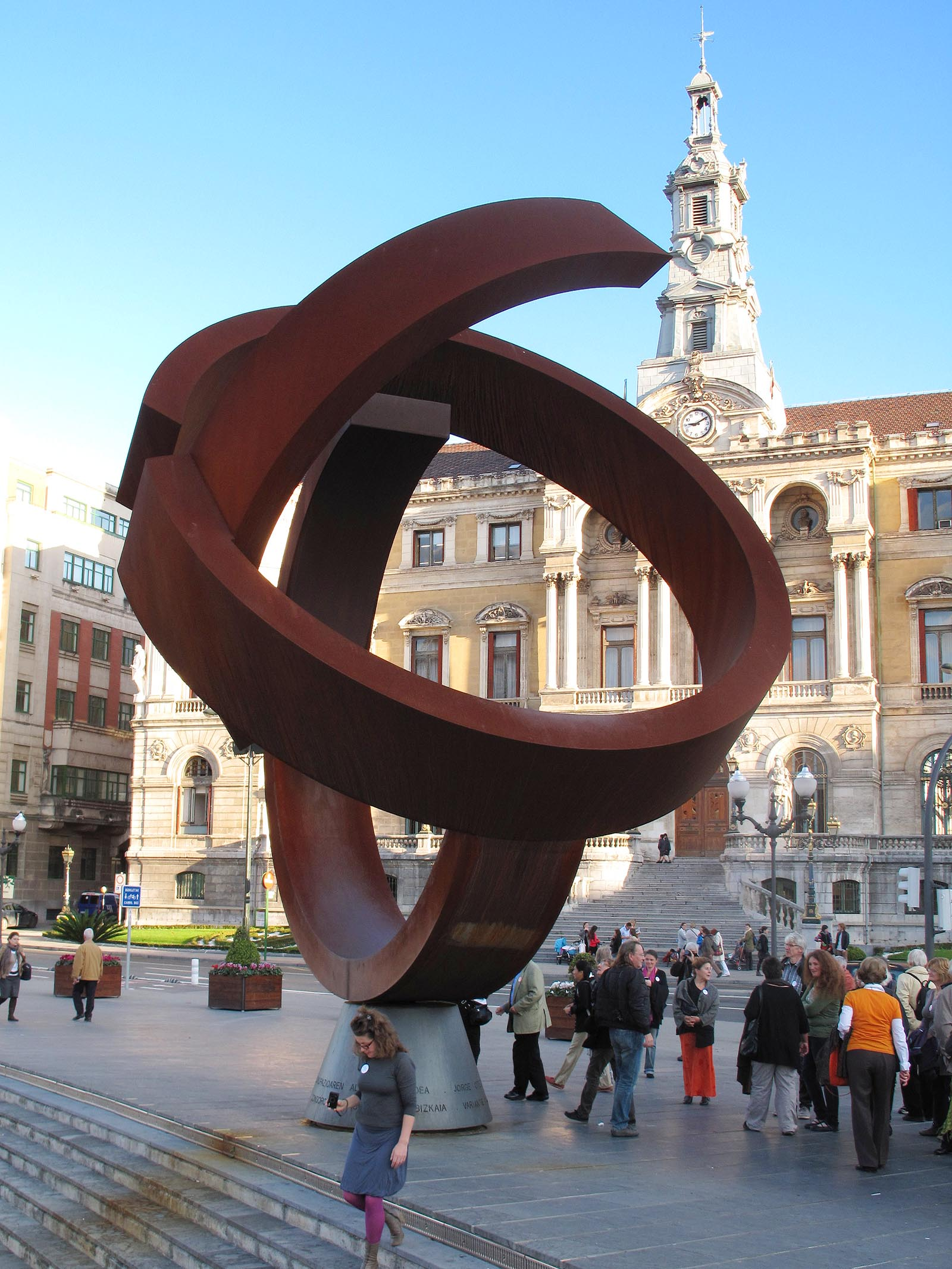
Variante ovoide de la desocupación de la esfera, de Jorge de Oteiza